# Akaflieg München Mü 3
Die Akaflieg München Mü 3 „Kakadu“ war ein Segelflugzeug der studentischen Fliegergruppe Akaflieg München.

## Geschichte
Zum Rhönwettbewerb 1928 stellten die Studenten der Akaflieg München ihr erstes Leistungssegelflugzeug vor. Die auch als Kupper Ku 1 bekannte fortschrittliche Konstruktion von August Kupper war der Vorläufer für die Ku 4 Austria. Nach Problemen mit den Flugeigenschaften aufgrund des kurzen Rumpfes wurde dieser im darauffolgenden Jahr vollständig überarbeitet. Das Flugzeug war bis weit in die 1930er-Jahre das leistungsstärkste Flugzeug der Akaflieg München.

## Konstruktion
Durch die fast 20 Meter Spannweite wird eine hohe Streckung erzielt, was zu einem geringen induzierten Widerstand führt. Dieses Prinzip war richtungsweisend für den Segelflugzeugbau. Außerdem wurde hier das erste Mal das von Alexander Lippisch entwickelte Profil Gö 652 verwendet.

## Technische Daten
| Kenngröße       | Daten   |
| --------------- | ------- |
| Besatzung       | 1       |
| Spannweite      | 19,56 m |
| Flügelfläche    | 17,2 m² |
| Flügelstreckung | 22,6    |
| Leermasse       | 200 kg  |
| max. Startmasse | 280 kg  |